# Malu Rocha
Malu Rocha (Ourimbah, 6 de agosto de 1946 - São Paulo, 7 de junio de 2013) fue una actriz brasileña.
Malu murió el 7 de junio de 2013, a los 65 años de edad, por complicaciones debidas a su enfermedad del mal de Prion que afecta el sistema nervioso.
Fue la esposa de los actores Jonas Bloch, Zanoni Ferrite - con quien tuvo una hija llamada Isadora - y Herson Capri - con quien tuvo un hijo llamado Pedro.

## Carrera

### Cine
- 1984 - Como Salvar Meu Casamento
- 1979 - Bandido, Fúria do Sexo
- 1977 - Mágoa de Boiadeiro
- 1977 - O Crime do Zé Bigorna
- 1972 - Geração em Fuga

### Televisión
- 2009 - Maysa - Quando Fala o Coração.... Dona Rosa
- 2008 - Beleza Pura.... Aracy
- 2007 - Sete Pecados
- 2007 - Paraíso tropical.... Cely
- 2001 - Amor e Ódio.... Ema Cortes
- 1983 - Eu Prometo.... Sônia
- 1982 - O Homem Proibido
- 1982 - O Pátio das Donzelas
- 1975 - Pecado Capital.... Cibele